# 500 Place D'Armes
El rascacielos 500 Place d'Armes es un edificio de estilo moderno ubicado en la histórica plaza d'Armes, en el Barrio Viejo de Montreal, en la capital de Quebec, Canadá. El edificio es el 12º más alto de Montreal, con una altura de 133 metros repartidos en 32 plantas.

## Historia
Construido en la década de 1960, entre 1963 y 1967, el complejo terminó sus obras en 1968. La torre es la sede de la Banque Nationale du Canada, producto de la fusión en 1979 de dos entidades bancarias, la Banque Provinciale du Canada y la Banque Canadienne Nationale.

## Diseño
Situada delante de la torre este del Complejo Desjardins, que mide 130 metros y dispone del mismo número de plantas que la torre 500 Place d'Armes, el rascacielos fue diseñado por los arquitectos de Montreal Pierre Boulva y Jacques David, entre cuyos trabajos se cuentan el Palacio de Justicia de Montreal, la Place des Arts, el Planetario de Montreal y las estaciones de metro Place-des-Arts, Atwater y Lucien-L'Allier.